# Geodena
Geodena es un género de lepidópteros geométridos perteneciente a la subfamilia Ennominae, descrita por primera vez por Francis Walker en 1856.

## Especies
- G. absimilis Holland, 1893
- G. ansorgei (Warren, 1899)
- G. aurea Carcasson, 1965
- G. auridisca (Warren, 1904)
- G. bandajoma Swinhoe, 1904
- G. barombica Strand, 1911
- G. brunneomarginata Karisch, 2003
- G. camerunensis Herbulot, 1989
- G. candida Carcasson, 1965
- G. cinerea Carcasson, 1965
- G. conifera Hampson, 1910
- G. cynocephala (Holland, 1893)
- G. dama Holland, 1893
- G. discinota (Warren, 1899)
- G. disticta (Bethune-Baker, 1909)
- G. exigua Prout, 1932
- G. flaviventer (Warren, 1909)
- G. funesta (Warren, 1899)
- G. hintzi Strand, 1915
- G. inferma Swinhoe, 1904
- G. insolita Herbulot, 1997
- G. lipara (Plötz, 1880)
- G. marginalis Walker, 1856
- G. melusine (Strand, 1909)
- G. minima Herbulot, 1992
- G. monostigma Hampson, 1910
- G. notata (Holland, 1893)
- G. partita Swinhoe, 1904
- G. pringlei Carcasson, 1964
- G. pupillata Warren, 1909
- G. quadrigutta Walker, 1856
- G. robusta Bethune-Baker, 1911
- G. semihyalina Swinhoe, 1904
- G. suffusa Swinhoe, 1904
- G. surrendra Swinhoe, 1904
- G. venata Prout, 1915